# Königsbronn
Königsbronn ist eine Gemeinde im Landkreis Heidenheim in Baden-Württemberg. Sie gehört zur Region Ostwürttemberg.

## Geographie

### Geographische Lage

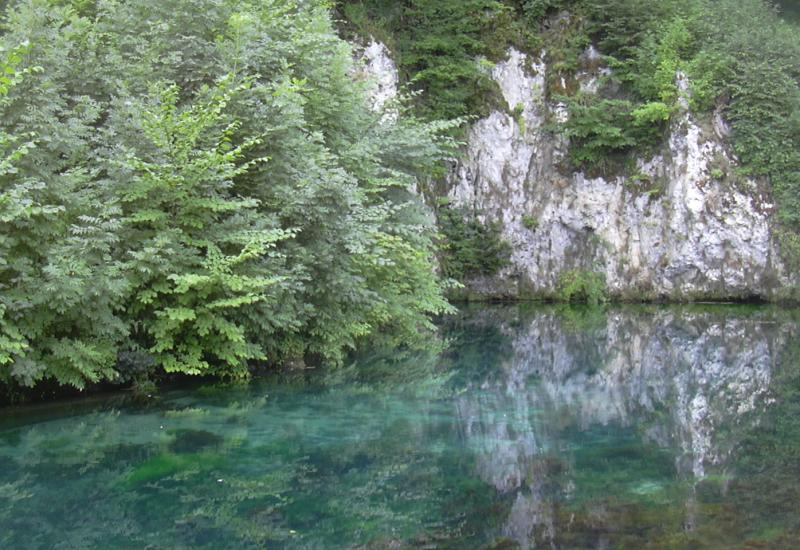
Der Brenztopf

Königsbronn liegt am östlichen Ende der Schwäbischen Alb, der sogenannten Ostalb. Der Hauptort liegt wie der Teilort Itzelberg im Brenztal, während der höher gelegene Teilort Zang auf dem Albuch westlich des Tals und Ochsenberg auf dem Härtsfeld östlich des Tals liegen. In Königsbronn entspringt die Brenz, die bei Lauingen in die Donau mündet. Nördlich der Gemeinde an der Grenze zur Nachbarstadt Oberkochen verläuft die Europäische Wasserscheide, die die Abflussgebiete Richtung Rhein und Nordsee vom Abflussgebiet Richtung Donau und Schwarzes Meer trennt. Geologisch ist Königsbronn von der Karstlandschaft der Schwäbischen Alb geprägt, für die Kalksteinfelsen sowie Höhlen und Quellen im porösen Kalkstein (Jura) prägend sind.

### Gemeindegliederung
Zur Gemeinde Königsbronn mit den ehemals selbständigen Gemeinden Itzelberg, Ochsenberg und Zang gehören elf Dörfer, Weiler, Höfe und Häuser. Zur Gemeinde Königsbronn im Gebietsstand vom 31. Dezember 1970 gehörten die Höfe Brenzelhof, Seegartenhof, Stürzelhof, Zahnberg, Ziegelhütte und das Haus Birkach sowie die abgegangenen Ortschaften Baumgarten, Spichtsol, Springen, Steinhürn, Utzemannsweiler, Wichartsberge und Herwartstein. Zu Ochsenberg gehörte damals nur das namengebende Dorf, zu Zang zudem noch die abgegangenen Ortschaften Kerbenhof, Hermannsweiler und Strut.

### Flächenaufteilung
Nach Daten des Statistischen Landesamtes, Stand 2014.

## Geschichte

### Altertum und Mittelalter

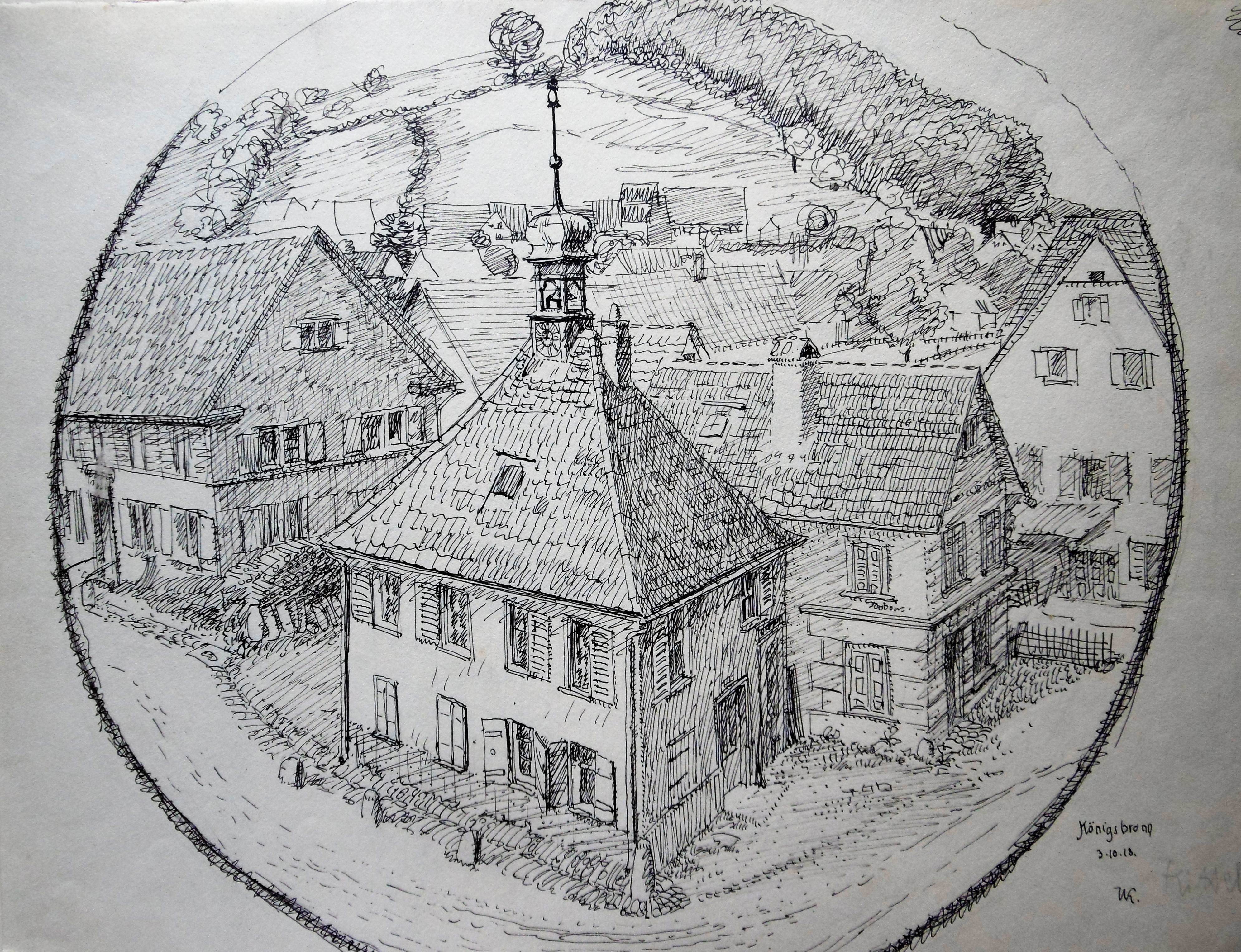
Dorfszene, Königsbronn, 1918

Erste Zeugnisse einer Besiedlung des Gemeindegebietes stammen aus der Riß-Kaltzeit und der Würm-Kaltzeit. Zahlreiche Grabhügel deuten auf eine Besiedlung in der Hallstattzeit (800–480 v. Chr.) hin. Aus der Zeit der Alamannen (260 n. Chr.) wurden Reihengräber gefunden. Auf dem Herwartstein, einer Felszinne am westlichen Talrand über Königsbronn, wurden Hinweise auf eine alemannische Fliehburg gefunden.
Die Entstehungsgeschichte des Ortes ist weitgehend unbekannt. Bereits um das Jahr 500 wird jedoch die Gründung einer ersten Siedlung angenommen, die sich im Brenztal an einem alten Handelsweg vom Nördlinger Ries über das Härtsfeld und den Albuch bis zum alten Donauüberweg an der Illermündung entwickelte. Am steilen Aufstieg zum Albuch zwischen der Brenzquelle und dem Herwartstein mussten beladene Fuhrwerke durch das Vorspannen von Ochsen unterstützt werden. Es wird angenommen, dass diese Vorspannstation die Keimzelle der ersten Siedlung darstellte.
Keramikfunde auf dem Herwartstein beweisen, dass hier bereits um das Jahr 750 eine Burg stand. Ein möglicher Hinweis auf einen ihrer Eigentümer ergibt sich aus der Stiftungsurkunde des nahe gelegenen Klosters Wiesensteig vom 6. Dezember 861, die ein gewisser Herienwart mit unterzeichnete. Um das Jahr 1000 wurde die Burg ausgebaut.
Im 12. Jahrhundert waren Burg und Ort im Besitz der Grafen von Dillingen. Unter ihrem letzten Vertreter Hartmann IV. fielen beide im 13. Jahrhundert an die Grafen von Helfenstein. 1287 belagerte König Rudolf von Habsburg den Herwartstein, der nach zwei Wochen Beschuss mit 6 Steinschleudern vom Grafen Ulrich von Helfenstein übergeben wurde. Die Sage erzählt, dass Graf Ulrich vor der Übergabe einen Silberschatz in den Mauern der Burg versteckt hatte. Tatsächlich fanden sich bei Ausgrabungen im Jahre 1953 im Schuttgestein 69 im süddeutschen Raum geprägte Silbermünzen (Brakteaten) aus der Zeit um das Jahr 1240.
Die Siedlung „Springen“ unterhalb der Burg wurde im Jahr 1302 erstmals als „Markt mit Kirchensatz“ in einer Urkunde über den Verkauf der Ruine des Herwartstein von Graf Ulrich an König Albrecht I. erwähnt. Dieser Name dürfte sich auf die nahegelegene Karstquelle der Brenz bezogen haben. Im Jahr 1303 stiftete König Albrecht nahe der Brenzquelle das Zisterzienserkloster Königsbronn, dessen Name in der Folgezeit, offiziell jedoch erst 1806 (nach anderen Quellen 1818), auch auf den Ort überging. Heute wird der Ortsteil unterhalb des Herwartsteins, wo sich die ursprüngliche Siedlung befand, „Weiler“ genannt.
Die Helfensteiner erhielten das Gebiet 1365 erneut als Lehen von Kaiser Karl IV. Nach dem Tod des Kaisers 1378 ergaben sich wechselnde Besitzverhältnisse. Württemberg, das Heidenheim von den Helfensteinern erworben hatte, erhob Ansprüche auf das Gebiet, während der Abt das Kloster als reichsunmittelbar betrachtete.

### Neuzeit
In den Nachwirren des Schmalkaldischen Krieges wurde Königsbronn im Zweiten Markgrafenkrieg durch die Truppen des Markgrafen von Brandenburg-Kulmbach, Albrecht Alcibiades, 1552 völlig zerstört. Das Kloster wurde 1553 evangelisch und von den katholischen Mönchen verlassen. Im Jahr 1556 richtete Herzog Christoph von Württemberg im Kloster, wie in den zwölf anderen großen Männerklöstern in Württemberg, eine evangelische Klosterschule ein. Berühmte Schüler waren zum Beispiel Nicodemus Frischlin und der akademische Lehrer Johannes Keplers Michael Mästlin. Durch das Restitutionsedikt von 1629 sollte Königsbronn wieder katholisch werden, was aber auf den Widerstand der Bevölkerung stieß. Nach dem Dreißigjährigen Krieg 1648 wurde Königsbronn endgültig württembergisch und evangelisch.
Die Verhüttung der im Umland abgebauten Bohnerze wurde wieder begonnen und 1651 wurde der erste Hochofen angeblasen. Lange war die Eisenverhüttung württembergisches Staatsmonopol, unter Johann Georg Blezinger kamen Eisenwaren aus Königsbronn zu überregionaler Bekanntheit.
Nach der Gründung des Königreichs Württemberg wurde das Klosteramt Königsbronn dem Oberamt Heidenheim unterstellt. 1864 wurde Königsbronn durch die Brenzbahn an das Württembergische Eisenbahnnetz angeschlossen, was die wirtschaftliche Entwicklung unterstützte. Zu Beginn des 20. Jahrhunderts war dann die Eisenverhüttung jedoch nicht mehr rentabel. Sie wurde 1908 eingestellt. Am Ende des Ersten Weltkriegs hatte die Gemeinde Königsbronn 79 Gefallene und 20 Vermisste zu beklagen. Bei der Verwaltungsreform während der NS-Zeit in Württemberg gelangte Königsbronn 1938 zum Landkreis Heidenheim. Im Zweiten Weltkrieg fielen 152 Königsbronner und 69 wurden vermisst. 1945 wurde der Ort Teil der Amerikanischen Besatzungszone und gehörte somit zum neu gegründeten Land Württemberg-Baden, das 1952 im jetzigen Bundesland Baden-Württemberg aufging.

### Eingemeindungen
- 1. Januar 1971: Itzelberg[4]
- 1. September 1971: Zang[4]
- 1. Februar 1972: Ochsenberg[4]

### Religionen
Als württembergischer Ort ist Königsbronn seit der Reformation hauptsächlich evangelisch geprägt. Die Evangelischen Kirchengemeinden Königsbronn und Zang gehören zum Dekanat Heidenheim der Evangelischen Landeskirche. Die nach dem Zweiten Weltkrieg entstandene katholische Gemeinde mit der Kirche Mariä Himmelfahrt von 1952 besitzt seit 1961 eine eigene Pfarrei. Sie ist Teil einer Seelsorgeeinheit des katholischen Dekanats Heidenheim der Diözese Rottenburg-Stuttgart.

### Einwohnerentwicklung
Die Einwohnerzahlen nach dem jeweiligen Gebietsstand sind Schätzungen, Volkszählungsergebnisse (¹) oder amtliche Fortschreibungen des Statistischen Landesamtes Baden-Württemberg (nur Hauptwohnsitze).
| Jahr                 | Einwohner |
| -------------------- | --------- |
| 1. Dezember 1871 1   | 2.488     |
| 1. Dezember 1880 1   | 2.457     |
| 1. Dezember 1890 1   | 2.394     |
| 1. Dezember 1900 1   | 2.038     |
| 1. Dezember 1910 1   | 2.168     |
| 16. Juni 1925 1      | 2.295     |
| 16. Juni 1933 1      | 2.427     |
| 17. Mai 1939 1       | 2.745     |
| 13. September 1950 1 | 4.240     |
| 6. Juni 1961 1       | 5.835     |

| Jahr              | Einwohner |
| ----------------- | --------- |
| 27. Mai 1970 1    | 6.711     |
| 31. Dezember 1980 | 6.979     |
| 25. Mai 1987 1    | 7.307     |
| 31. Dezember 1990 | 7.501     |
| 31. Dezember 1995 | 7.707     |
| 31. Dezember 2000 | 7.468     |
| 31. Dezember 2005 | 7.416     |
| 31. Dezember 2010 | 7.085     |
| 31. Dezember 2015 | 7.142     |
| 31. Dezember 2020 | 7.018     |

## Politik

### Bürgermeister
Bürgermeister von Königsbronn ist seit dem 1. Juni 2022 Jörg Weiler. Bei der Bürgermeisterwahl am 13. März 2022 erhielt er 56 Prozent der Stimmen und setzte sich damit gegen den bisherigen Amtsinhaber Michael Stütz durch, der ab 1990 amtierte und für eine fünfte Amtszeit kandidierte.

### Gemeinderat
In Königsbronn wird der Gemeinderat nach dem Verfahren der unechten Teilortswahl gewählt. Dabei kann sich die Zahl der Gemeinderäte durch Überhangmandate verändern. Der Gemeinderat in Königsbronn besteht nach der letzten Wahl aus den 22 (2019: 21) gewählten ehrenamtlichen Gemeinderäten und dem Bürgermeister als Vorsitzendem. Der Bürgermeister ist im Gemeinderat stimmberechtigt. 
Die Kommunalwahl am 9. Juni 2024 führte zu folgendem Ergebnis (mit Vergleichszahlen von 2019):
| Parteien und Wählergemeinschaften | Parteien und Wählergemeinschaften       | % 2024  | Sitze 2024 | % 2019 | Sitze 2019 |
| SPD                               | Sozialdemokratische Partei Deutschlands | 31,56   | 7          | 33,0   | 7          |
| CDU                               | Bürgerliche und CDU                     | 26,85   | 6          | 22,8   | 5          |
| UWB                               | Unabhängiger Wählerblock                | 31,87   | 7          | 27,7   | 6          |
| GRÜNE                             | Unabhängige und Grüne                   | 9,72    | 2          | 16,5   | 3          |
| Gesamt                            | Gesamt                                  | 100     | 22         | 100    | 22         |
| Wahlbeteiligung                   | Wahlbeteiligung                         | 62,68 % | 62,68 %    | 59,3 % | 59,3 %     |

### Wappen
| Wappen der Gemeinde Königsbronn | Blasonierung: „In Schwarz ein goldener (gelber) Schalenbrunnen, von dessen in einer goldenen (gelben) Kleeblattkrone endender Mittelsäule beiderseits je ein goldenes (gelbes) Rohr mit silbernem (weißem) Wasserstrahl hervorgeht.“ |
| Wappen der Gemeinde Königsbronn | Wappenbegründung: Im Jahre 1926 enthielt das Schultheißenamtssiegel das „redende“ Siegelbild des vormaligen Klosters Königsbronn, nämlich einen Zwei-Röhren-Brunnen, auf dessen Säule das Standbild des Klostergründers, König Albrecht, zu sehen ist. Die heraldisch bessere Form der gekrönten Brunnensäule, die gleichfalls auf eine Fassung des Klosterwappens zurückgeht, wurde der Gemeinde samt den Wappenfarben 1926 von der Archivdirektion Stuttgart vorgeschlagen. |

Wappen der ehemals eigenständigen Gemeinden und heutigen Ortsteile

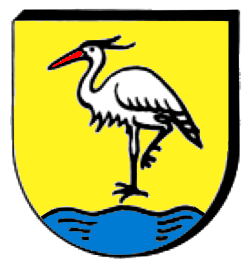
Itzelberg
Ochsenberg
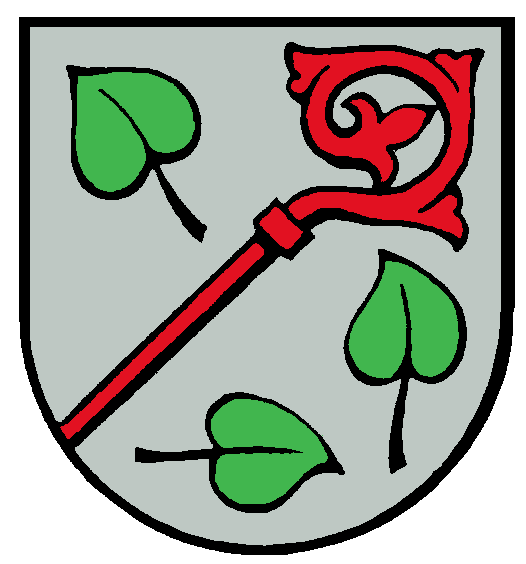
Zang

### Bürgerentscheide
Die Bürgerentscheide gegen die durch den Gemeinderatsbeschluss vom 4. Juli 2017 geplante Schließung der Außenstellen der Georg-Elser-Grundschule Eichhalde und Zang fanden am 28. Januar 2018 statt. Eine Bürgerinitiativen konnten zuvor ausreichend viele Unterschriften sammeln (Bürgerinitiative Zang: 650 gültige Unterschriften, Bürgerinitiative Eichhalde: 924 gültige Unterschriften). Die Bürger entscheiden bei einer Wahlbeteiligung von rund 45 % jeweils mit etwa 60 % für den Erhalt der Schulen.

### Gemeindepartnerschaften
Seit 1978 besteht eine Partnerschaft mit Reißeck in Österreich.

## Wirtschaft und Infrastruktur

### Verkehr

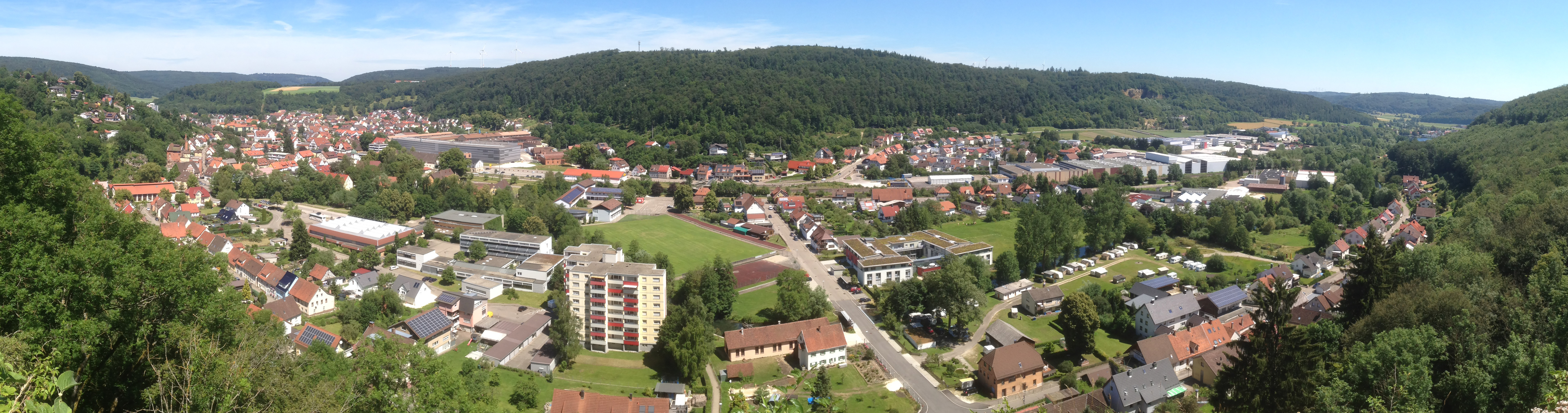
Blick aus westlicher Richtung vom Herwartstein auf Königsbronn

Königsbronn ist durch die Brenzbahn Aalen–Ulm an das überregionale Schienennetz angebunden. Stündlich verkehrt dort die Linie RS5 der Regio-S-Bahn Donau-Iller. Ein Teil der Züge hält außerdem am Haltepunkt Itzelberg.
Durch eine Alltagsroute aus dem Radnetz Baden-Württemberg ist Königsbronn über den Ortsteil Itzelberg mit Heidenheim und in der anderen Richtung über Oberkochen mit Aalen verbunden. Auf derselben Strecke verläuft als Landes-Radfernweg der Württemberger Tälerradweg. Er führt von Crailsheim über Aalen, Königsbronn, Heidenheim und Giengen nach Ulm und weiter über Göppingen nach Schwäbisch Gmünd. 

### Bildungseinrichtungen
Die Georg-Elser-Schule ist eine Grund-, Haupt- und Realschule mit „Grundschul-Außenstelle“ in Zang und der Eichhaldegrundschule. Zudem ist in Königsbronn das „Forstliche Bildungszentrum Königsbronn“ angesiedelt.

### Freizeit- und Sportanlagen
Größter Sportverein in Königsbronn ist der SVH (Sportverein Herwartstein) 05 Königsbronn. Rund 1000 Mitglieder betreiben in neun Abteilungen Sport. Seit 2005 verfügt die Fußballabteilung des SVH neben einem Rasenplatz auch über einen Kunstrasenplatz.
Der Tennisclub Königsbronn befindet sich im Ortsteil Waldsiedlung und betreibt in der Sommersaison acht Sandplätze und ein bewirtetes Clubhaus. Im Winter stehen zwei Hallenplätze zur Verfügung.
Bei günstigen Schneeverhältnissen lädt der Ortsteil Zang mit seiner Zanger Loipe zum Skilanglauf ein. Der Skiclub (SCK) betreibt außerdem den Weikersberg-Skilift, einschließlich einer Skischule. Dort beginnt auch eine Langlaufloipe mit Flutlicht. Ferner verfügt der Club über eine Mattenschanzenanlage oberhalb des Rathauses.

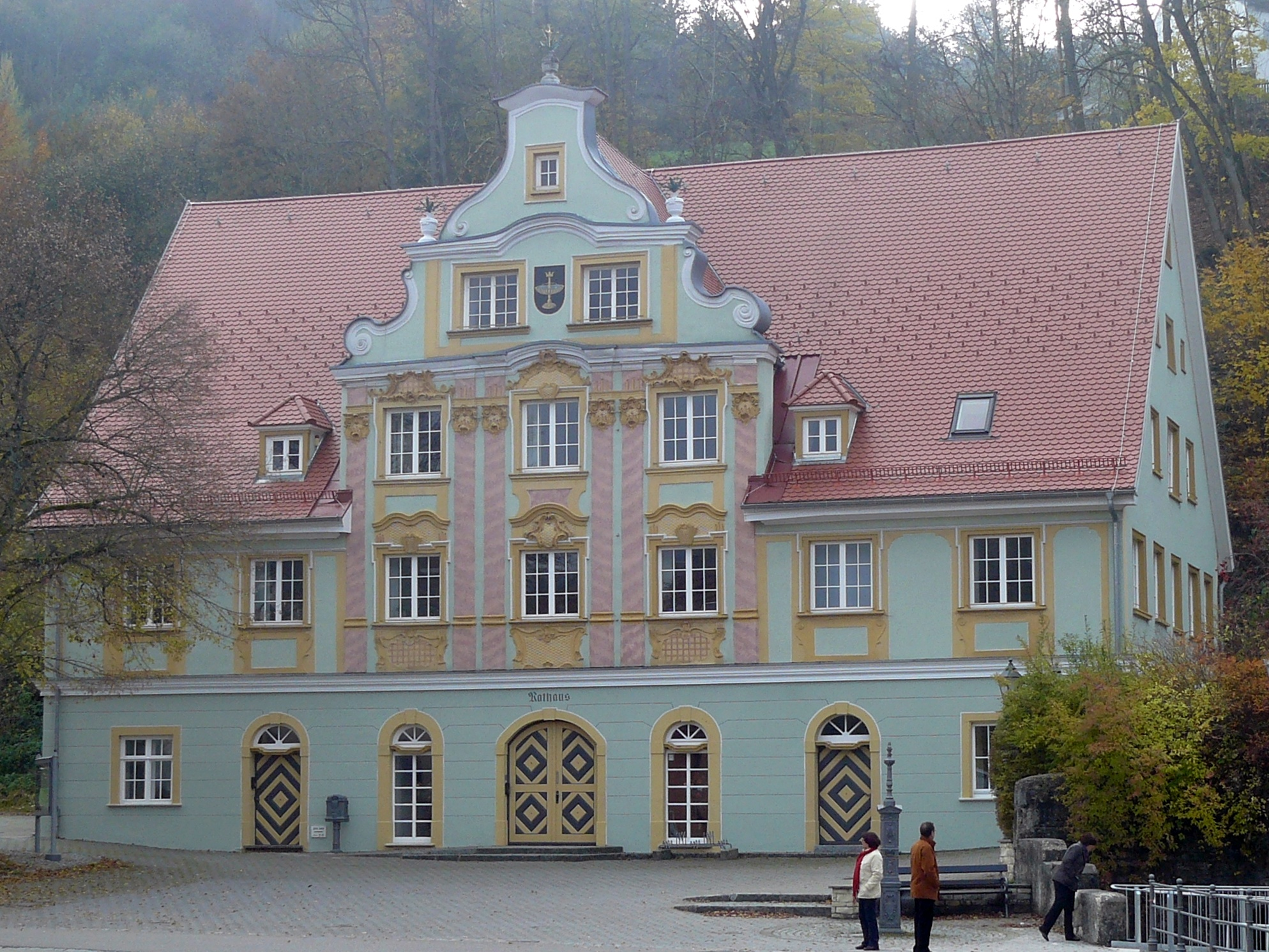
Rathaus Königsbronn nach der Renovierung

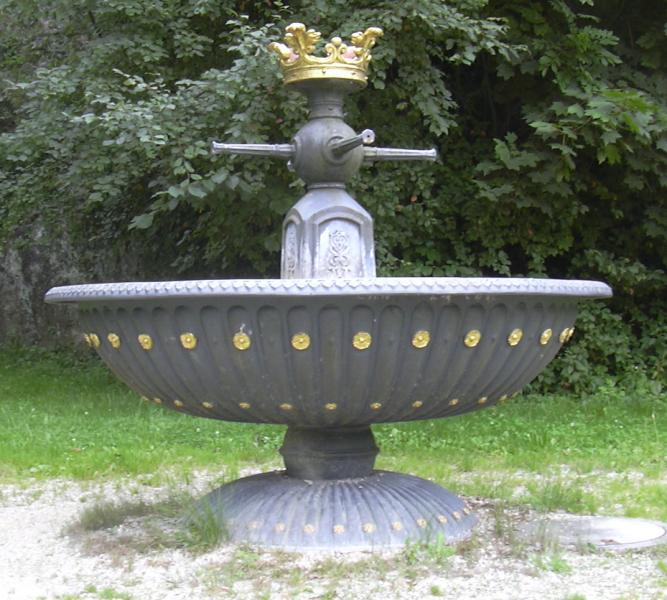
Wappenbrunnen

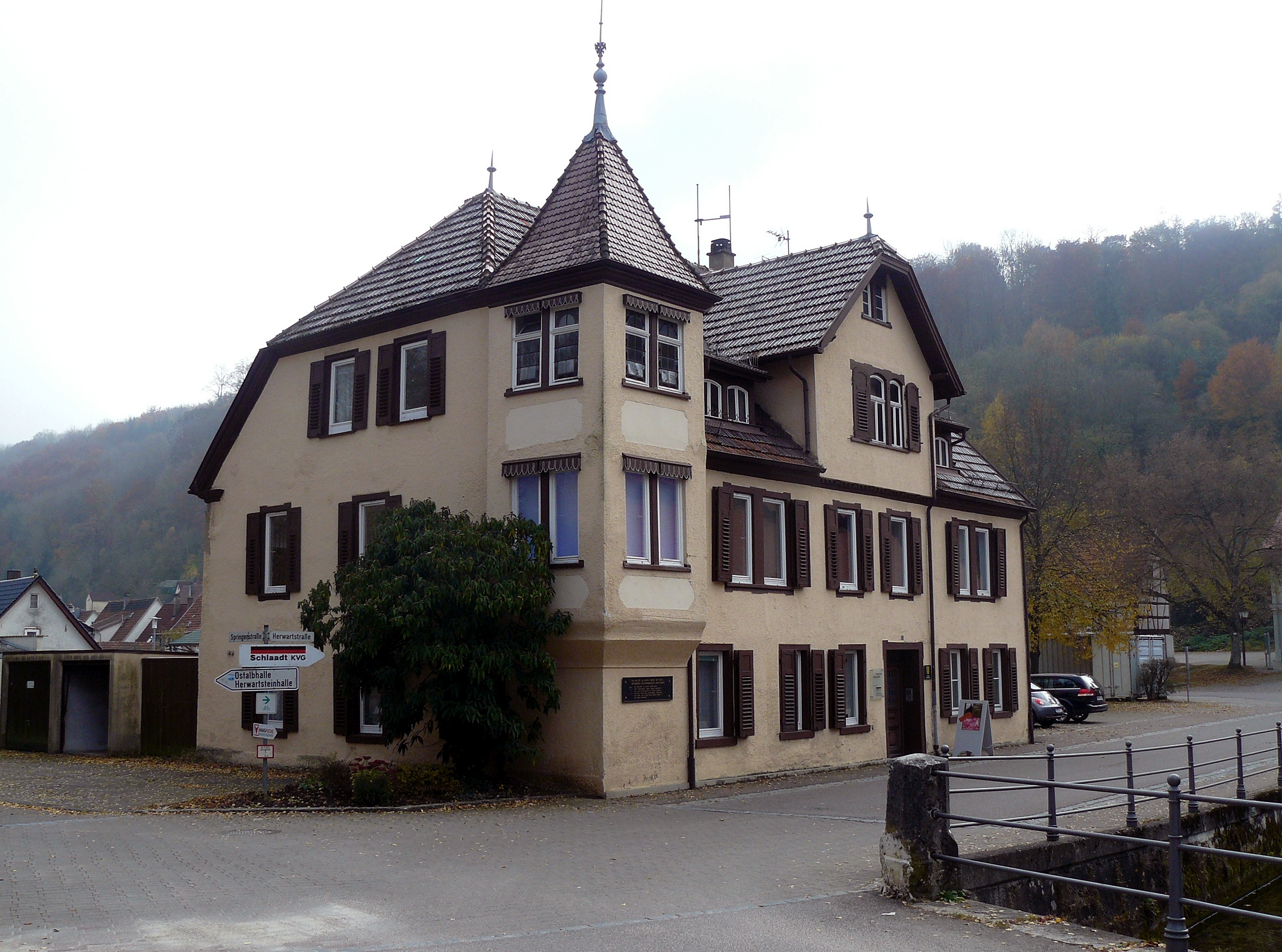
Georg Elser Gedenkstätte Königsbronn

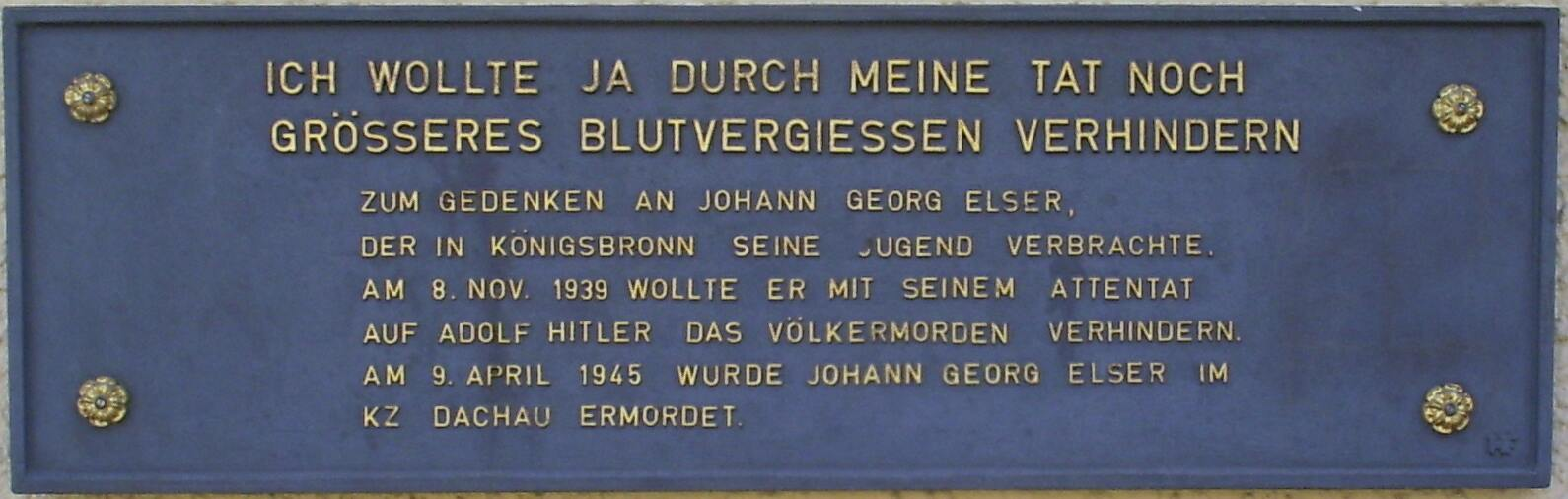
Gedenktafel für Georg Elser

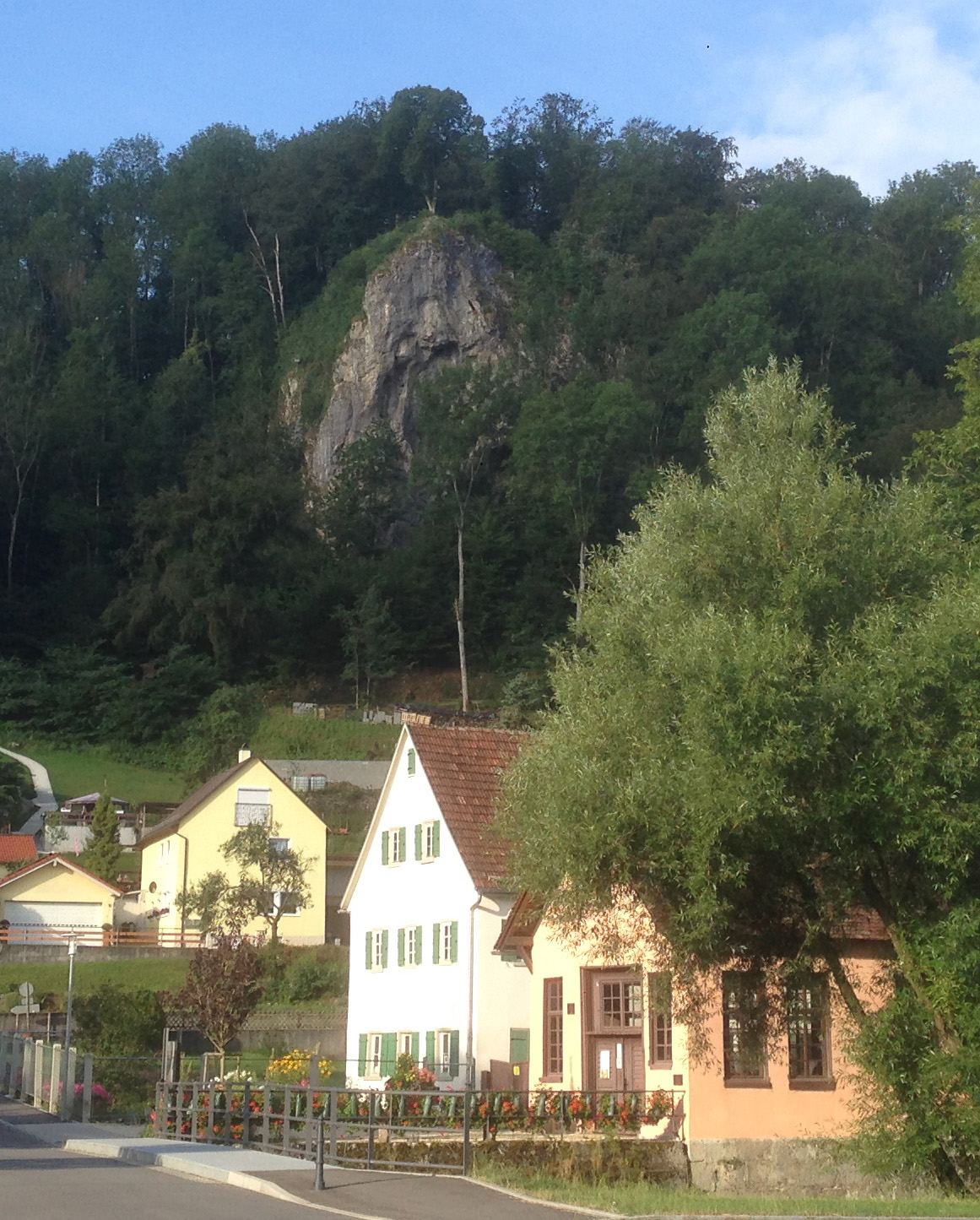
Felssporn, auf dem die Burg Herwartstein stand

## Kultur und Sehenswürdigkeiten

### Konzerte
Alljährlich am Volkstrauertag gibt die Oberstufenkapelle des Musikvereins Königsbronn ihr Jahreskonzert. Das Konzert findet abwechselnd in der Klosterkirche, der Marienkirche und der Hammerschmiede statt. Daneben spielt das Kammerorchester Sinfonietta Oberkochen-Königsbronn jährlich eine Sommerserenade im Klosterhof oder in der Hammerschmiede.
Von Juni bis September bieten die Musikschule Oberkochen-Königsbronn, die VHS Königsbronn und die evangelische Kirchengemeinde Königsbronn im Rahmen des Königsbroner Musiksommers ein buntes Programm an musikalischen Veranstaltungen an. Unterstützt werden die Veranstalter durch den Kulturverein Königsbronn e. V. sowie die Könisgbronner Bürgerstiftung.

### Theater
Jeden Sommer bespielt der Verein Theaterspielgruppe Königsbronn e. V. die Freilichtbühne am Brenzursprung auf dem Rathausvorplatz.

### Museen
- Torbogenmuseum
- Georg Elser Gedenkstätte Königsbronn
- Königsbronner Kannenmuseum

### Bauwerke
- Das Rathaus wurde 1765 im Rokokostil erbaut.
- Ein interessantes Industriedenkmal ist die ehemalige, von Johann Georg Blezinger konstruierte Hammerschmiede am Brenzursprung (heute ein kleines Wasserkraftwerk).
- Weitere Industriedenkmäler: Flammofen-Gießerei und Feilenschleiferei mit Wasserrad und Schmiede.
- Eine Gedenkstätte[14] erinnert an den Königsbronner Georg Elser und sein gescheitertes Attentat auf Adolf Hitler am 8. November 1939. 2010 wurde am Bahnhof eine von Friedrich Frankowitsch geschaffene Georg-Elser-Statue[15] enthüllt.
- Kloster Königsbronn: Einige Gebäude des ehemaligen, 1553 aufgelösten Zisterzienserklosters sind noch erhalten, darunter die Klosterkirche, die allerdings, anstelle der zerstörten ursprünglichen Klosterkirche, erst aus dem Jahr 1565 stammt und heute die evangelische Pfarrkirche ist, und das Torbogenmuseumsgebäude.
- Auf dem Felsen Herwartstein sind die Fundamente der mittelalterlichen Burg Herwartstein zu sehen.

### Naturdenkmale
→ Liste der Naturdenkmale in Königsbronn

## Persönlichkeiten

### Söhne und Töchter der Gemeinde
- Johann Georg Blezinger (1717–1795), Gastwirt und Unternehmer
- Gottlieb Benjamin von Wolf (1780–unbekannt), württembergischer Oberamtmann
- Karl von Cleß (1794–1874), evangelischer Theologe, klassischer Philologe
- Paul Reusch (1868–1956), Industrieller
- Hermann Krauß (1904–2003), im Ortsteil Itzelberg geborener Pädagoge, Heimatforscher und Autor
- Ulrich Knöller (* 1945), Bauingenieur, Heimatforscher, Ehrenbürger
- Ronald Hitzler (* 1950), Soziologe
- Martin Staab (* 1964), Kommunalpolitiker, von 2013 bis 2021 Oberbürgermeister von Radolfzell

### Weitere Persönlichkeiten

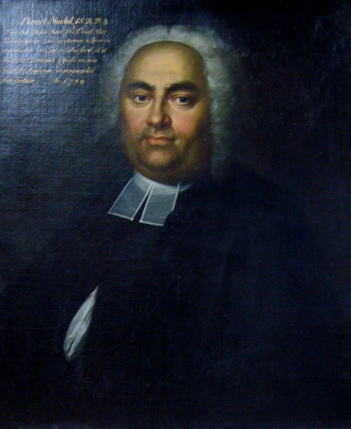
Daniel Maichel 1738

- Georg Elser (1903–1945), Widerstandskämpfer / Hitler-Attentäter, besuchte hier die Schule und arbeitete hier als Schreiner.
- Alfred Knapp (1870–1929), Ingenieur und Geschäftsführer, Ehrenbürger
- Matthaeus Hiller (1646–1725), Theologe, Geistlicher und Abt zu Königsbronn.
- Daniel Maichel (1693–1752), Abt zu Königsbronn.
- Otto Neubrand (* 1911 in Herbrechtingen; † 1975 in Königsbronn), Kunstmaler, lebte und arbeitete in Königsbronn.